# 小行星20004
小行星20004（20004 Audrey-Lucienne）是一颗绕太阳运转的小行星，为主小行星带小行星。该小行星于1991年4月8日发现。

## 轨道参数
小行星20004的轨道半长轴为2.2622731 UA，离心率为0.096。